# Labirinto

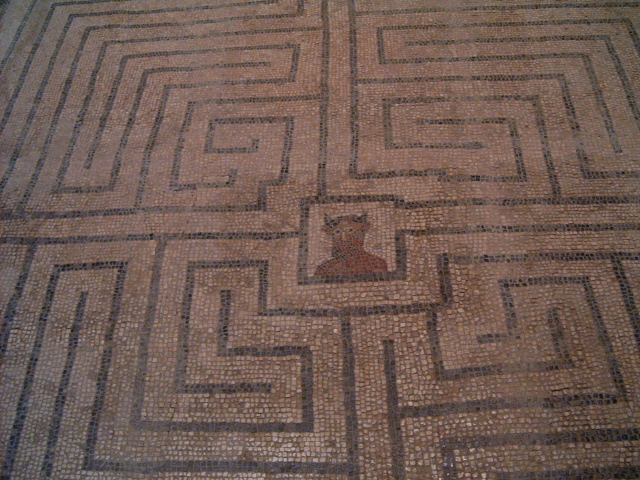
Minotauro no labirinto, num mosaico romano, encontrado em Conímbriga.

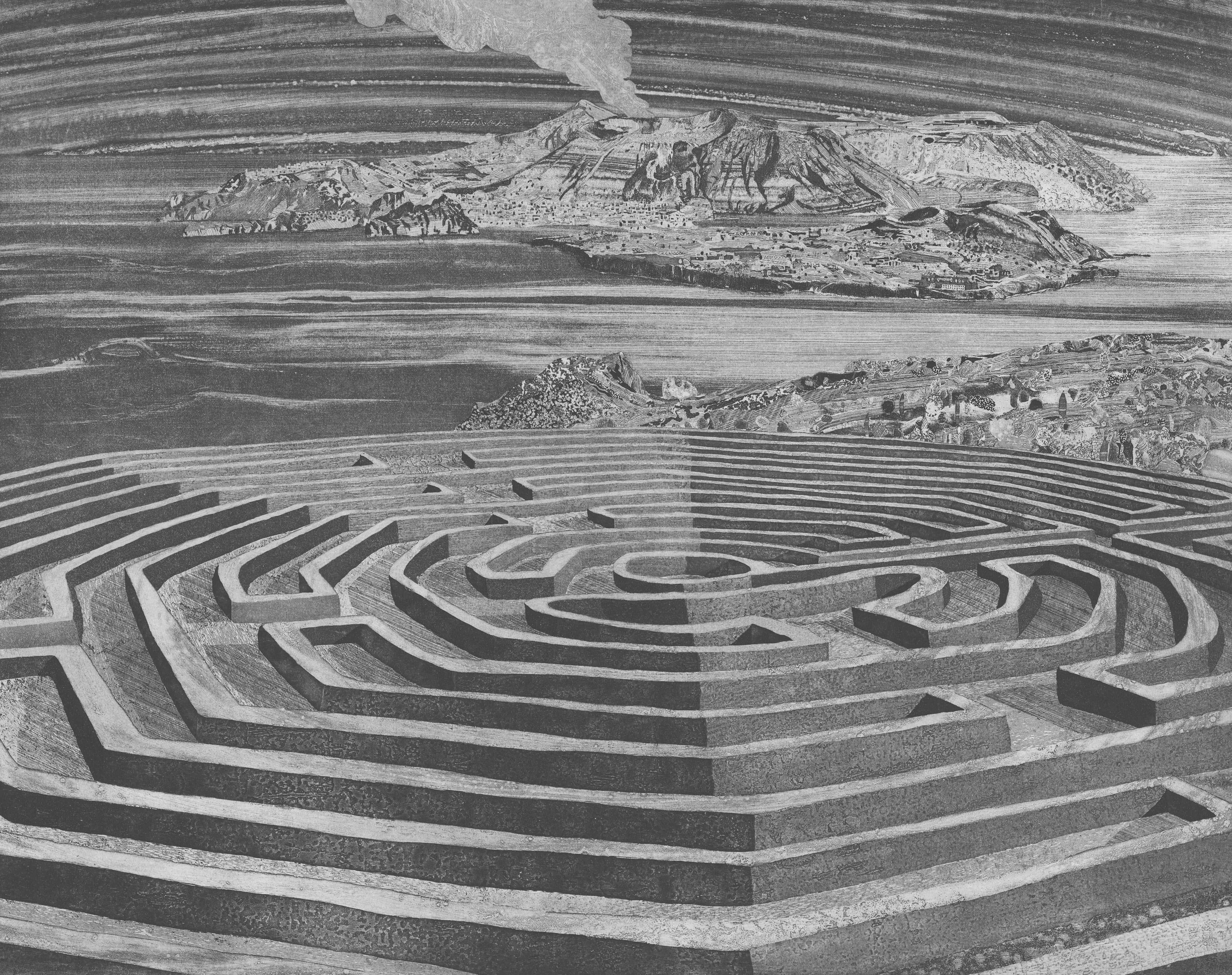
Labirinto

Um labirinto é constituído por um conjunto de percursos intrincados criados com a intenção de desorientar quem os percorre. Podem ser construções tridimensionais (como o lendário labirinto de Creta, ou um conjunto de sebes plantadas de forma a proporcionar entretenimento num jardim), desenhos (como os labirintos que aparecem nos jornais como passatempo), etc. Utiliza-se frequentemente o termo para adjectivar outros géneros de obras. Por exemplo, diz-se de um romance com enredo complicado ou cuja narração não é linear que é "labiríntico". Jorge Luis Borges desenvolveu o assunto em diversos contos e ensaios. Na mitologia grega, o labirinto de Creta teria sido construído por Dédalo (arquitecto cujo nome tornou-se, depois, também sinônimo de labirinto) para alojar o Minotauro, monstro metade homem, metade touro, a quem eram oferecidos regularmente jovens que devorava. Segundo a lenda, Teseu conseguiu derrotá-lo e encontrar o caminho de volta do labirinto graças ao fio de um novelo, dado por Ariadne, que foi desenrolando ao longo do percurso.
Tecnicamente alguns autores diferem Labirintos de Dédalos. Os Labirintos seriam caminhos unidirecionais que, após algumas voltas, sempre levariam ao centro, enquanto os Dédalos seriam as estruturas que visam confundir com entradas e saídas múltiplas. Em inglês estes dois tipos de desenho são definidos pelas palavras "Labyrinth" e "Maze" respectivamente.
O labirinto originalmente, na Grécia, era um ambiente de experimentação, não uma prisão, onde seu percurso era mais importante que a saída.

## 1. Os conceitos do Labirinto
Labirinto é definido como toda construção que possua entradas incertas e dificultosas para encontrar a saída. Compostos por caminhos que muitas vezes atrapalham a própria orientação espacial, pondo em dúvida, por isso, qual a saída certa. Caracterizado também por estruturas em desordenados encaixes, prejudicando sua compreensão. Anat. E também o sistema de cavidades e canais que formam a orelha interna. Fig. Outra definição é o desencontro de situações vividas e não compreendidas e que desnorteiam o ser humano. 

### O Labirinto na Literatura
A figura do labirinto nem sempre teve na literatura a presença múltipla que se lhe supõe hoje. Época labiríntica, o século XX vê labirintos até mesmo onde tal ideia se acha inteiramente ausente. É bem verdade que encontramos desenhos de labirintos desde à pré-história e que essa representação aparece nas culturas mais variadas. Às vezes o labirinto está ligado a um mito ou a um ritual, ainda que os casos por nós conhecidos sejam raros. Sua origem longínqua e diversa, seu vínculo com o sagrado, a polivalência intrínseca a essa imagem, constituem-no em estrutura mítica e fazem dele, para a imaginação literária (e artística), um tema fascinante. Na literatura ocidental (à qual nos limitamos) só tardiamente, entretanto, tal representação desprendeu-se do mito grego Teseu. O tema relacionado com o vagar sem rumo e o próprio termo “labirinto” só lentamente vieram a se impor nas línguas da Europa moderna. Também seu emprego no domínio crítico resvala, por vezes, para um abuso complacente. Lembremos, antes de mais nada, que existem dois tipos de labirinto: os labirintos que seguem um único caminho (não conhecemos representações pictóricas de outros até meados do século XVI) e os labirintos que se estendem em múltiplas direções (encruzilhadas, possibilidades de escolha, de erros etc). Note-se que, se o labirinto parece pertencer ao domínio do espaço e envolver uma relação problemática com este, pode-se igualmente pretender que ele tem a ver com o tempo (o eterno retorno constituindo, nesse caso, uma figura limite). Num texto literário, ele pode aparecer como um tema explícito, mas pode também formar uma estrutura latente (pertinente em maior ou menor grau). Pode, ou não, suscitar a referência ao mito grego (de que não nos ocuparemos aqui enquanto tal). Ele possui, na linguagem corrente, um valor negativo, mas na linguagem formal, lembra-se de sua origem sagrada e assume facilmente uma acepção positiva. Tudo isso é possível – e, sobretudo, o imenso trabalho da literatura sobre o labirinto é possível – por uma razão aparentemente paradoxal: é que o labirinto, no sentido próprio, não existe. No mundo antigo, cada autor, ao falar do famoso labirinto de Creta, imagina-o de uma maneira diferente e os arqueólogos não sabem se jamais existiu ou que forma tinha. Em nosso mundo moderno encontrarmos, sem dúvida, certas atualizações diversas dessa estrutura (labirintos de espelhos nos parques de diversões, labirintos de sebes, jogos-labirintos...); na verdade – e qualquer um reconhece isso – não passam de realizações relativamente secundárias da ideia de labirinto. O labirinto é antes de mais nada uma imagem mental, uma figura simbólica que não remete a nenhuma arquitetura exemplar, uma metáfora sem referente. Deve-se torná-lo, em primeiro lugar, no sentido figurado, e foi por isso que se tornou uma das representações mais fascinantes dos ministérios do sentido. O que se entende, propriamente, quando recorremos à imagem do labirinto e o que essa imagem permite dizer? A resposta tem variado incessantemente com as épocas, pois, além desse mínimo de consenso que existe em torno da figura como construção tortuosa que se destina a desorientar as pessoas, o labirinto continua um desafio à imaginação, e suas implicações ainda estão por ser descobertas. Mostrando-nos atentos às emergências do tema, aos momentos em que ele realiza sua junção com imagens próximas (labirintos  “naturais” como a floresta  ou o sonho, os artificiais, como a cidade e o livro) e sobretudo tentando ver o que a figura permite, a cada vez, pôr em cena e em ação, poderíamos distinguir cinco grandes períodos. Cada um deles parece formar uma certa imagem do labirinto, ou melhor, parece servir-se dessa metáfora par figurar uma tensão fundamental à condição humana. A Antiguidade, por exemplo, o uno e o múltiplo. A Idade Média, a horizontalidade e a verticalidade. A Renascença (séculos XIV a XVI), o exterior e o interior. A época clássica (séculos XVII e XVIII), a realidade e a aparência. A época moderna, o finito e o infinito. Mas cada uma dessas representações, ao privilegiar uma oposição particular, não anula as precedentes. Cada etapa pode manter levantadas as questões anteriores (da mesma forma, por sinal, que contém em potência as questões futuras). Cada período manifesta a valorização e a ativação significativas de uma questão, sem excluir as outras, que podem estar presentes, atuantes, modificando-a. Cada texto literário fornece, na verdade, um trabalho para pensar, de acordo com sua época e com a ajuda dessa estrutura mítica, a aventura do homem. 

#### O Labirinto na Historicidade Poética
O labirinto, como forma poética, contempla o lúdico não só ao quebrar a linearidade de leitura do poema, por meio da explosão sintagmática para a elaboração de conceitos, como é o caso do labirinto de versos de Camões, mas também contempla a ludicidade na própria construção visual da forma. Na poesia labiríntica figurativa, a ordem semântico-sintática tem de ser recuperada através do jogo de decifrar o enigma proposto pela disposição visual dos grafemas, organizada como desenho de um objeto: o ovo, a flauta, o altar, o cubo, o leque, a chuva, o rotor. Nos poemas figurativos contemporâneos, como noutros poemas visuais dos séculos XVI, XVII e XVIII, trata-se duma evocação de prática poética antiga, do conjunto de poemas figurativos divulgados na Antologia Palatina: de Simias de Rodes, três poemas em formato de machado, de asas e de ovo; de Teócrito, a Flauta de Pã, e, de Dosiadas e de Vestinus, os dois Altares (menor e maior),[2] todos a propor o jogo da reorganização da seqüência ou renumeração de versos, a indicarem ao leitor outra direção de leitura, feita justamente pela quebra na ordem de leitura que a escrita ocidental impõe ao texto. Não se trata mais de ler o poema apenas da esquerda para a direita e de cima para baixo. Para decifrar o labirinto de versos em forma semi-alada, do quinhentista português Pero de Andrade Caminha, por exemplo, é preciso ler o primeiro e o ultimo verso, o segundo e o penúltimo, o terceiro e o antepenúltimo até o meio do poema (Vide Apêndice). Esta direção de leitura de fora para o centro, ou enovelada, é que se imita do labirinto antigo.

##### O Labirinto na continuidade literária
O labirinto, praticado por uma série de autores pré-românticos, ressurgiu como um recurso criativo legítimo e ativo, por meio dos caligramas, ao longo do século XX, de Apollinaire e Huidobro a Augusto de Campos. Há semelhanças entre algumas soluções gráfico-visuais do labirinto de Gregório de Matos e Guerra e a poesia concretista paulista, mas a diferença histórica entre as duas formas de poesia lúdica traz diferenças irredutíveis de função e concepção, em cada momento ou lugar de revitalização da forma visual antiga. As formas e os gêneros poéticos, ao serem cultivados em novos tempos e espaços, carregam em si a sua historicidade, ou a referência ao contexto cultural em que foram criados, todavia o fazem sem rigidez e sim de forma flexível, o que permite a sua retomada legítima, como processo criativo sempre renovado ou renovável de determinada forma ou gênero, em tempos e lugares posteriores ao da sua composição, isto é, do ponto de vista histórico da sua recepção criativa ou releitura poética. Trata-se no século XX de reinventar uma forma poética do acervo da poesia ocidental mais ou menos como os renascentistas elegiam modelos antigos como objeto de uma emulação. Determinadas formas (o soneto, a sextina, o labirinto, a canção, a terça e oitava rimas, as trovinhas) e gêneros discursivos (lírico, bucólico, dramático, satírico, epistolar, elegíaco, encomiástico) adquiriram uma trans-historicidade, por meio do fenômeno da modelização e da variação, que os permite passar por um processo de revigoramento, a partir de re-elaborações, sempre históricas, que dirigem o novo ato de linguagem ou de composição gráfica para o próprio tempo e espaço da nova enunciação. O labirinto quinhentista ou seiscentista, citando, em diferença, os poemas votivos gregos, ressurge também na poesia contemporânea, quando se apodera do lúdico e mobiliza o seu receptor com o jogo verbal da poesia. A poesia lúdica, labiríntica e visual, como recurso de composição poética, viaja na história, e é posta novamente em uso pelos poetas de agora, nos alvores do século XXI. Bastava citar a caixa de poemas, “objeto”, ou o “rotor”, de Ronald Polito, entre os brasileiros.

## Cultura popular
O Labirinto de Dédalo também aparece na série de livros Percy Jackson e os Olimpianos, mais precisamente no quarto livro da saga, A Batalha do Labirinto, e é um dos principais cenários da trama de Rick Riordan. O Labirinto também aparece no jogo eletrônico God of War III.
Em 14 de outubro de 2011 uma família americana chamou a polícia após ficar perdida em um labirinto com onze quilômetros de trilha. O labirinto, feito com milharal, se localiza em Danvers, Massachusetts.
O maior labirinto do mundo em bambu foi inaugurado em 2015, em Fontanellato, perto de Parma. Desenhado pelo designer gráfico Franco Maria Ricci, de 78 anos, o labirinto ocupa oito hectares e os seus caminhos totalizam 2,8 quilómetros. Todas as cercas verdes do labirinto estão despidas, contando apenas com uma plantação de bambu – mais de 30 espécies de bambu foram utilizadas.